# Nycteris hispida
Il nitteride ispido (Nycteris hispida  Schreber, 1775) è un pipistrello della famiglia dei Nitteridi diffuso nell'Africa subsahariana.

## Descrizione

### Dimensioni
Pipistrello di piccole dimensioni, con la lunghezza totale tra 81 e 97 mm, la lunghezza della coda tra 34 e 47 mm, la lunghezza delle orecchie tra 19 e 24 mm e un peso fino a 10 g.

### Aspetto
Il colore della pelliccia varia dal marrone chiaro al bruno-grigiastro scuro, mentre le parti ventrali sono più chiare. Le membrane alari sono marroni chiare. Le orecchie sono leggermente più lunghe della testa, ovali e con la punta arrotondata. Sono ricoperte di piccoli rilievi ghiandolari da ognuno dei quali fuoriesce un piccolo pelo. Il trago è piccolo a forma di mezzaluna, curvato verso l'interno, ricoperto di lunghi peli e con la punta arrotondata. Le fogliette lungo i margini del solco facciale sono ricoperte di peli. La pelliccia della schiena si estende densamente fino all'avambraccio e sulla membrana alare tra il gomito ed il polso. L'uropatagio è ricoperto finemente di peli nel terzo anteriore. Le ali sono corte e larghe. Gli incisivi superiori sono trifidi. Il cariotipo è 2n=42 FN=78.

### Ecolocazione
Emette ultrasuoni a bassa intensità sotto forma di impulsi di breve durata, a banda larga e frequenza modulata con picchi a 81 kHz.

## Biologia

### Comportamento
È una specie gregaria, forma colonie fino a 20 individui. Si rifugia nelle cavità degli alberi, nella densa boscaglia, in grotte, termitai e ambienti simili.

### Alimentazione
Si nutre di lepidotteri e coleotteri.

### Riproduzione
In Zambia sono stati osservati esemplari giovani a dicembre.

## Distribuzione e habitat
Questa specie è diffusa nell'Africa subsahariana con eccezione del Corno d'Africa e parte dell'Africa meridionale.
Vive in diversi tipi di habitat, dalla foresta umida tropicale alle savane umide e secche e boschi di papiro.

## Tassonomia
Sono state riconosciute 2 sottospecie:
- N.h.hispida: Gambia, Senegal, Guinea-Bissau, Guinea, Sierra Leone, Liberia, Costa d'Avorio, Ghana, Togo, Benin, Burkina Faso, Nigeria; Mali, Niger, Ciad e Sudan meridionali; Camerun, Repubblica Centrafricana, Sudan del Sud, Gabon, Rio Muni, Bioko, Congo, Gabon, Repubblica Democratica del Congo, Uganda, Ruanda, Burundi, Kenya, Etiopia occidentale, Somalia sud-occidentale, Tanzania settentrionale, occidentale e nord-orientale; Angola;
- N.h.villosa (Peters, 1852): Zambia, Mozambico nord-occidentale, Zimbabwe settentrionale, Malawi, Botswana settentrionale, Namibia nord-orientale.

Una popolazione isolata è presente nella Mauritania sud-occidentale.

## Conservazione
La IUCN Red List, considerato il vasto areale e la popolazione numerosa, classifica N.hispida come specie a rischio minimo (Least Concern)).